# Lutherische Gemeinschaft im Südlichen Afrika
Die Lutherische Gemeinschaft im Südlichen Afrika (englisch Lutheran Communion in Southern Africa; LUCSA) ist ein lutherischer Kirchenbund im südlichen Afrika. Er ging 1991 aus der 1966 gegründeten Federation of Evangelical Lutheran Churches in Southern Africa (FELCSA) hervor. 
LUCSA hat ihren Hauptsitz im südafrikanischen Johannesburg und gilt als Regionalvertretung des Lutherischen Weltbundes.

## Mitglieder
Die Mitgliedskirchen der LUCSA kommen aus Angola, Botswana, Lesotho, Malawi, Mosambik, Namibia, Südafrika, Sambia und Simbabwe.
- Evangelisch-Lutherische Kirche Angolas (IELA)
- Evangelisch-Lutherische Kirche in Botswana (ELCB)
- Evangelisch-Lutherische Kirche in Lesotho (ELCL)
- Evangelisch-Lutherische Kirche in Malawi (ELCM)
- Evangelisch-Lutherische Kirche in Mosambik (IELM)
- Evangelisch-Lutherische Kirche in Namibia (ELCIN)
- Evangelisch-Lutherische Kirche in der Republik Namibia (ELCRN)
- Evangelisch-Lutherische Kirche in Namibia (ELKIN-DELK)
- Moravian Church in Southern Africa
- Evangelisch-Lutherische Kirche im Südlichen Afrika (ELCSA)
- Evangelisch-Lutherische Kirche im Südlichen Afrika (ELCSA-Cape)
- Evangelisch-Lutherische Kirche im Südlichen Afrika (ELCSA-NT)
- Lutheran Church in Southern Africa (LCSA)
- Reformierte Lutherische Kirche in Südafrika (RELUCSA)
- Vereinigte Lutherische Kirche in Südafrika (ULUCSA)
- Evangelisch-Lutherische Kirche in Sambia (ELCZam)
- Evangelisch-Lutherische Kirche in Afrika–Sambia (LECA)
- Evangelisch-Lutherische Kirche in Simbabwe